# Аймагамбетов, Асхат Канатович
Асхат Канатович Аймагамбетов (род. 14 июня 1982, с. Аксу-Аюлы, Шетский район, Карагандинская область, Казахская ССР, СССР) — казахстанский государственный деятель. Депутат Мажилиса Парламента Республики Казахстан VIII созыва, Председатель комитета по социально-культурному развитию. Министр образования и науки Республики Казахстан (2019—2022), Министр просвещения Республики Казахстан (11 июня 2022 года — 4 января 2023 года, 6 месяцев).

## Биография
Родился 14 июня 1982 года в селе Аксу-Аюлы Шетского района Карагандинской области. Происходит из подрода Коянчи-Тагай рода Каракесек племени Аргын.

### Образование и карьера
В 2003 году окончил Карагандинский государственный университет имени Е. А. Букетова по специальности «историк, учитель истории». В 2006 году окончил Карагандинский институт актуального образования «Болашак» по специальности «Юриспруденция».
2002—2004 годах — преподаватель в Карагандинском государственном университете . 2004—2005 годах — председатель Общественного Объединения «Лига молодых „Ансар“» .
2006 — 2012 годах — преподаватель, старший преподаватель, доцент кафедры политологии и социологии КарГУ. 2003—2012 годах — депутат III и IV созывов Карагандинского городского маслихата, председатель постоянной комиссии по социальным вопросам городского маслихата.

## Государственная служба
2012 — 2014 годах — заместитель акима Нуринского района Карагандинской области по социальным вопросам.
С февраля 2014 года по август 2017 года — руководитель управления образования Карагандинской области,
С августа 2017 года по 17 января 2019 года — вице-министр образования и науки Республики Казахстан.
17 января по 13 июня 2019 года был заместителем Акима Карагандинской области. по социальному направлению.
13 июня 2019 года назначен министром образования и науки Республики Казахстан.
Согласно Указу Президента Республики Казахстан Министерство образования и науки было разделено на два: Министерство просвещения Республики Казахстан и Министерство науки и высшего образования Республики Казахстан.
11 июня 2022 года назначен Министром просвещения Республики Казахстан.

### Министр образования и науки Казахстана
Свою деятельность в качестве министра образования и науки Республики Казахстан Асхат Аймагамбетов начал с реогранизации структуры и функциональных обязанностей внутри министерства. Комитет по контролю в сфере образования и науки реорганизован в Комитет по обеспечению качества. Департамент дошкольного и среднего образования трансформировался в отдельный Комитет дошкольного и среднего образования.
По инициативе МОН с 2021 года все отделы образования – районные и городские – были переданы на уровень областного управления. Министерством в законодательство внедрена норма по согласованию увольнения и назначения руководителей отделов образования районов и городов и управления образования областей с министерством» .

##### Критика
В 2020 году экс-руководитель департамента Министерства образования и науки РК Анар Каирбекова обвинила Асхата Аймагамбетова в подлоге и коррупции. Ею было проведено исследование докторской диссертации Асхата Аймагамбетова, в результате она пришла к выводу, что научный труд министра, защищённый в 2009 году, переделывали и дополняли в 2019 году. Путём сопоставления двух работ, Каирбекова выяснила, что во втором варианте имеются признаки подтасовки и фальсификации оригинального текста, которые Аймагамбетов совершил спустя 10 лет после защиты своей докторской, находясь в должности главы МОН РК.
В 2020 году экс-руководитель департамента Министерства образования и науки РК Анар Каирбекова сообщила, что в руководимом Аймагамбетовым МОН возможна коррупция по линии повышения квалификации преподавателей. В период с 2017 по 2020 годы МОН было выделило частному ТОО — 6,7 миллиардов тенге, а в 2019 году — 3,4 миллиарда тенге. Это было сделано несмотря на то, что в стране существует несколько государственных организаций по повышению квалификации преподавателей.

##### Петиция об отставке
6 февраля 2022 года группа активистов Казахстана запустили петицию на имя Президента Касым-Жомарта Токаева с требованием отправить в отставку министра образования и науки Республики Асхата Аймагамбетова.

## Депутат Республики Казахстан
7 февраля 2023 года партией XXV съезд партии АMANAT, Асхат Аймагамбетова был утверждена в качестве кандидата в депутаты по партийному списку. 19 марта 2023 года стал депутатом и председателем Комитета по социально-культурному развитию Мажилиса VIII созыва.

## Семья
Женат. Воспитывает сына Алихана.

## Награды
- Орден «Курмет» (2 декабря 2021 года);
- Медаль «30 лет независимости Республики Казахстан» (2 декабря 2021 года);